# Schule von Tarnowo

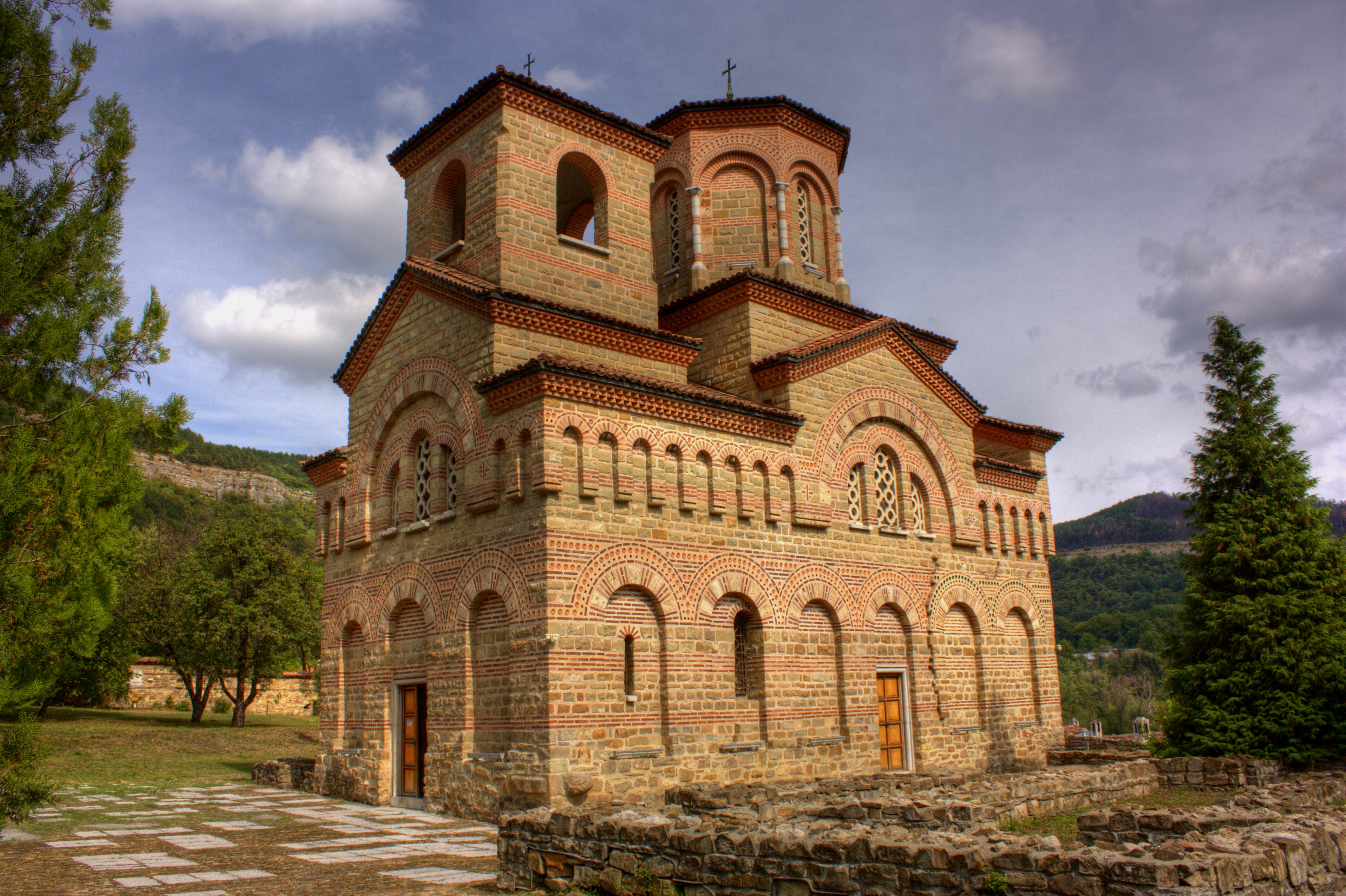
Die Sweti-Dimitar-Kirche in Weliko Tarnowo

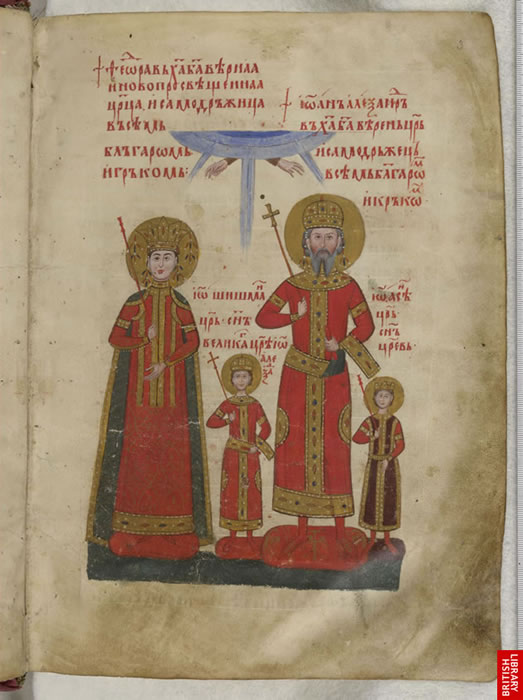
Das Tetraevangeliar des Zaren Iwan Alexander.

Als Schule von Tarnowo (bulgarisch Търновска художествена школа Tarnowska chudoschestwena schkola) bezeichnet man die kunstgeschichtliche Periode in Bulgarien während der Zeit des Zweiten Bulgarenreichs (1185–1396). Sie ist eng mit dessen Aufstieg und Niedergang verbunden.
Wurde das Zweite Bulgarische Reich auch von Kriegen, Aufständen, Machtbestreben einzelner Feudalherrscher erschüttert, so erlebten dennoch Architektur, Kunst und Literatur, Musik und geistliches Leben eine rege Entwicklung. Mit der Restauration des Bulgarischen Reiches im Jahre 1185 fand der Einfluss von Byzanz in der bulgarischen Kunst ein Ende und die Kunst des Ersten Bulgarenreichs (679–1018) ihre Fortsetzung. Die Kunstschule von Tarnowo entwickelte sich nicht nur in den Hofschulen um die neue Hauptstadt des Reiches – Tarnowo, dessen Namen sie auch tragen. Der wesentliche Unterschied zur Byzantinischen Kunst besteht in dem Reichtum der dekorativen Tendenzen der Tarnower Schule, in der sie bestimmend war.
Mit dem Fall Widins nach dem osmanischen Sieg in der Schlacht von Nikopolis 1396 gingen das Zweite Bulgarische Reich und mit ihm seine Kunst unter. Die kulturellen Errungenschaften, die sich im 14. Jahrhundert auf allen Gebieten gezeigt hatten, trugen zum bulgarischen Anteil der europäischen Zivilisation bei.

## Geschichte

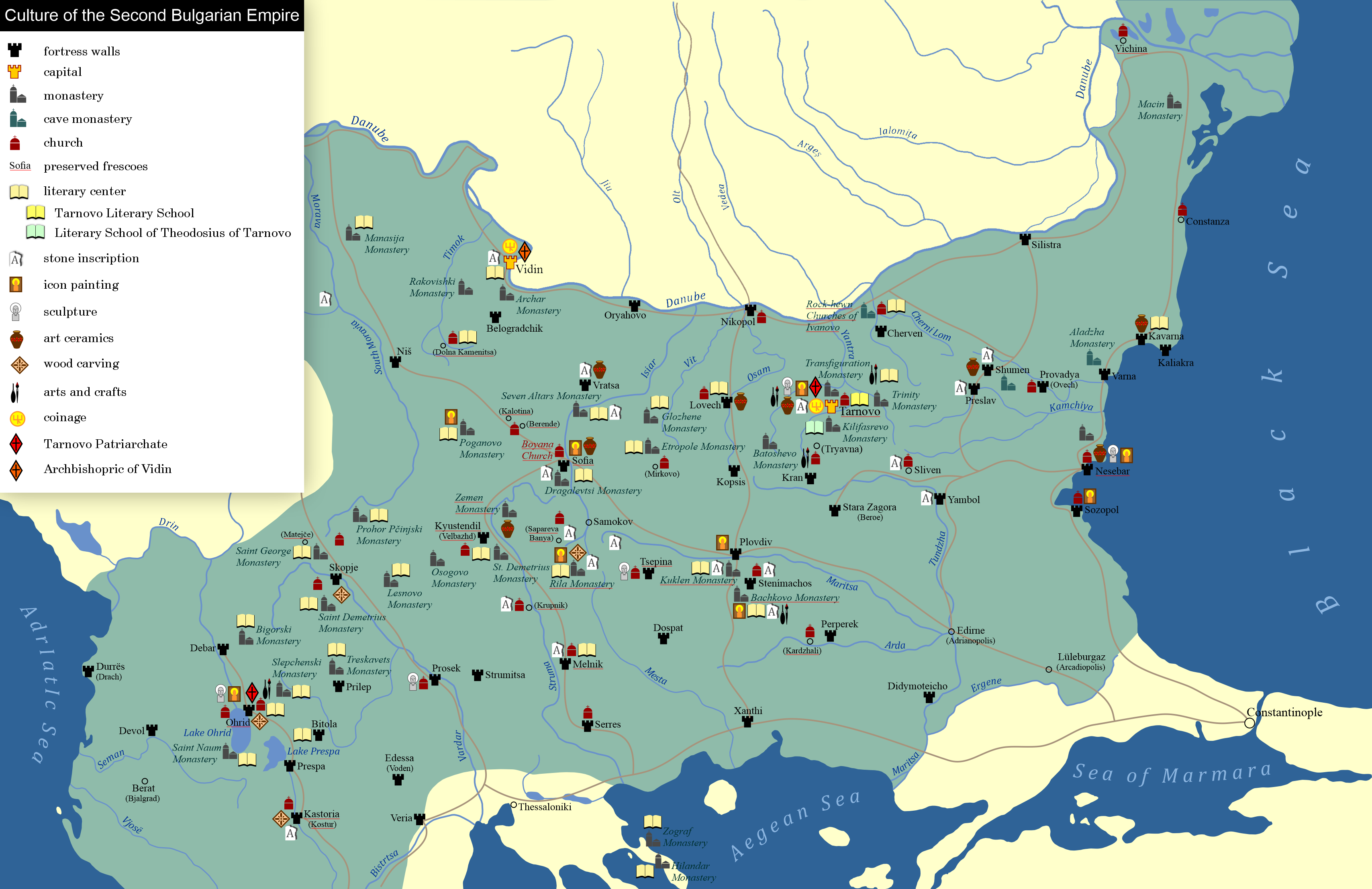
Die Ausdehnung Bulgariens unter Iwan Assen

Mitte des 12. Jahrhunderts gelang es den bulgarischen Zaren, zur alten politischen und militärischen Stärke zurückzufinden, die durch den Bau von zahlreichen Kirchen, Klöstern und Palästen im gesamten Reich kulturell verfestigt wurde. Tarnowo galt im Mittelalter als einer der wichtigsten Pilgerorte auf der Balkanhalbinsel. Zu dieser Zeit war Tarnowo laut Zeitgenossen ein neues Jerusalem, Rom und Konstantinopel zugleich. Zahlreiche Reliquien von Heiligen, darunter die des Heiligen Sava von Serbien, des Heiligen Demetrios von Thessaloniki, die Heilige Petka, oder die des Heiligen Iwan Rilski wurden hier in extra dafür errichtete Bauten beigesetzt. Auch die Malschule von Tarnowo und die Buchdekoration erreichten im 13. bis 14. Jahrhundert einen Höhepunkt. Ihre Vertreter überschritten die überlieferten Regeln der traditionellen Ikonenmalerei und schufen damit die bedeutendste eigenständige Schule der ostkirchlichen Kunst.
Nach dem Vorstößen der osmanischen Türken wanderten bulgarische Schriftgelehrte, Architekten, Maler und Bauhandwerker aus den Gebieten von Tarnowo, Widin, Dobrudscha in die umliegenden Länder aus und beeinflussten dort die kulturelle Entwicklung erheblich, so in Serbien, der Walachei, der Moldau, Transsilvanien und Russland. Heute haben nur wenige Meisterwerke (Bauten, Ikonen, Manuskripten) dieser kulturellen Blüte der bulgarischen Kultur die jahrhundertelange Herrschaft der osmanischen Türken überdauert. Viele von ihnen befinden sich im Ausland.

## Architektur

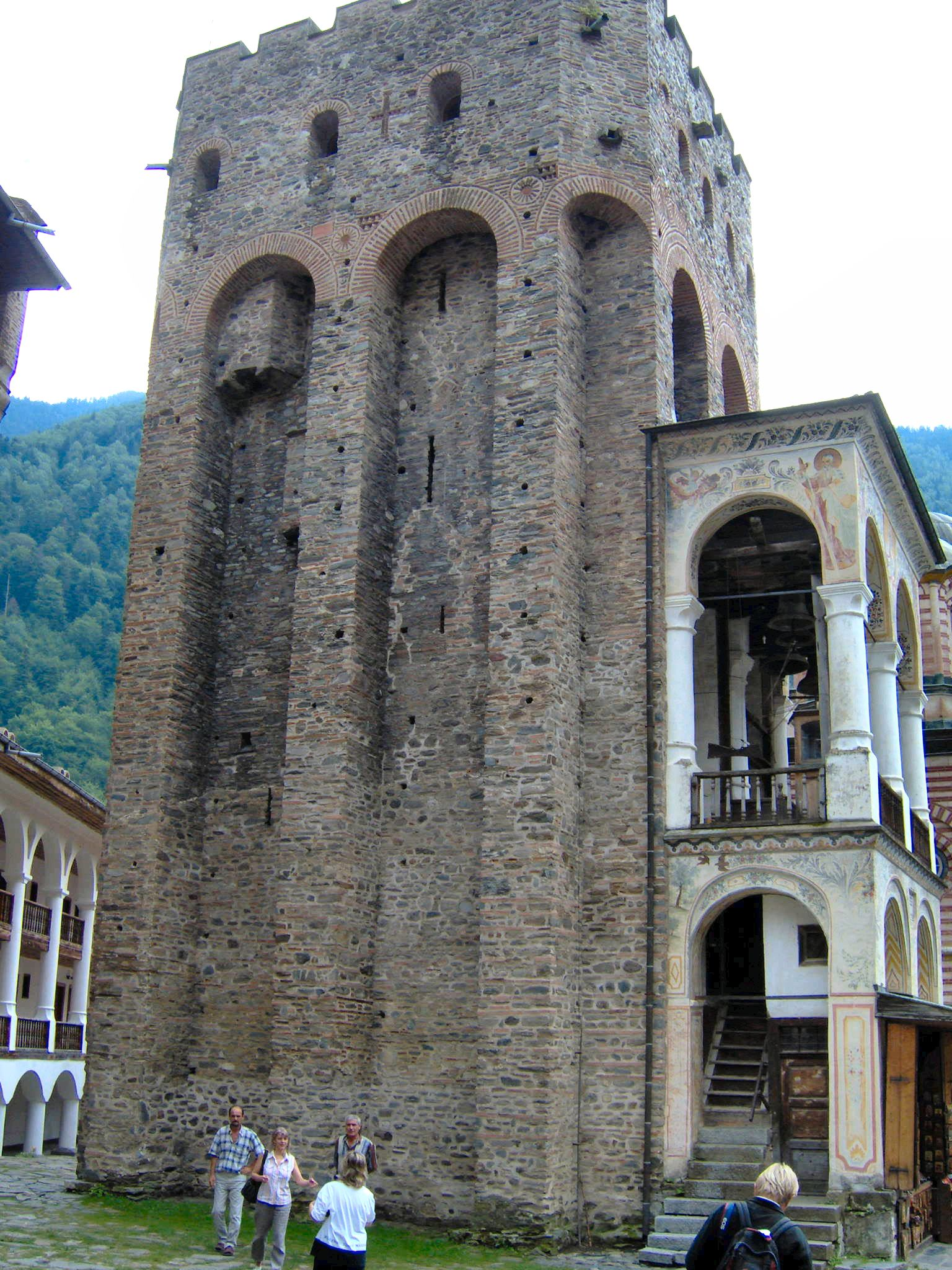
Der Chreljo-Wehrturm im Rila-Kloster

Architektonische Zeugen aus der Zeit des Zweiten Bulgarenreichs sind zahlreiche Festungen und Paläste, Klöster und Kirchen. In Widin befindet sich die Festungsanlage Baba Wida, die wegen ihrer strategische Lage in den folgenden Jahrhunderten immer wieder erneuert wurde. Am Nordhang der Rhodopen an der Straße, die zum Kloster Batschkowo und zur Ägäis führte, hatte Zar Iwan Assen II. die Assenowa-Festung erbauen lassen, aus der heute nur die zweistöckige Hofkapelle erhalten ist. Der älteste Teil des Klosters Rila, der Chreljo-Turm, ist nach seinem Erbauer aus dem Jahre 1355 benannt. Auch Teile der Festung Schumen wurden zu dieser Zeit neu errichtet.
Eine besondere Ausgestaltung erfuhr die Hauptstadt Tarnowo. Die am Fluss Jantra gelegene Stadt erstreckte sich auf drei von ihm umschlossene Plateaus: Trapesiza, Zarewets und Sweta Gora (aus dem bulg. Heiliger Berg), wo die zahlreichen Klöster lagen.

### Sakrale Architektur

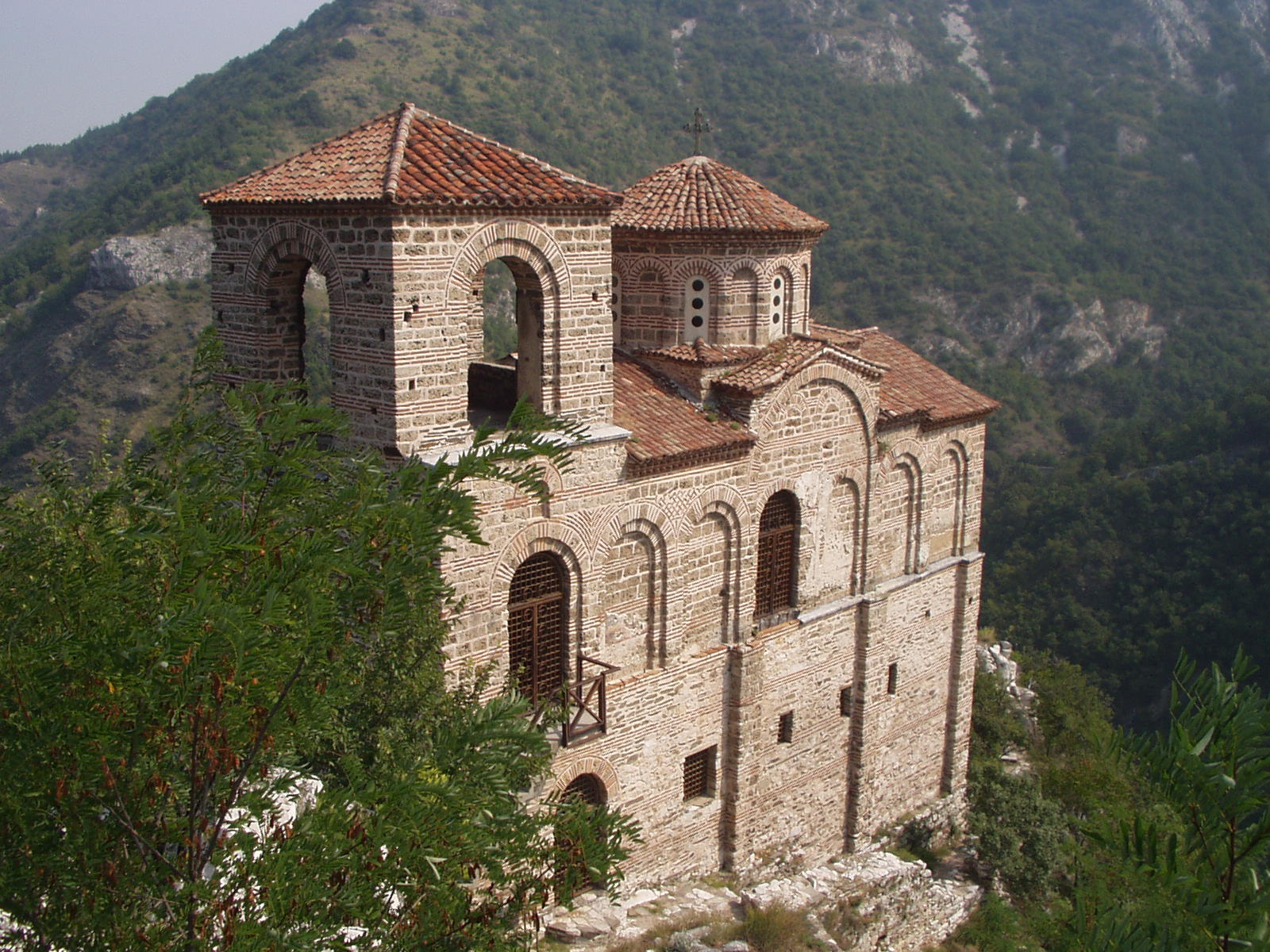
Hofkapelle der Assenowa-Festung

Die Blüte der Architektur während des Zweiten Bulgarenreichs führte allein in dessen Hauptstadt Tarnowo zum Bau von über 25 Kirchen. Auf der Halbinsel Mesemvria (heute Nessebar) im Schwarzen Meer sind von den ursprünglich 40 Kirchen nur noch zehn erhalten. Auf dem kleinen Territorium Melniks gab es innerhalb der Festungsmauer 64 Kirchen und 10 Kapellen. Die hohe Zahl der Kirchen, die oft nur die Größe von Kapellen besaßen, ist charakteristisch für das bulgarische Mittelalter. Sie waren Stiftungen privater Frömmigkeit, keine Gemeindekirchen im üblichen Sinne.

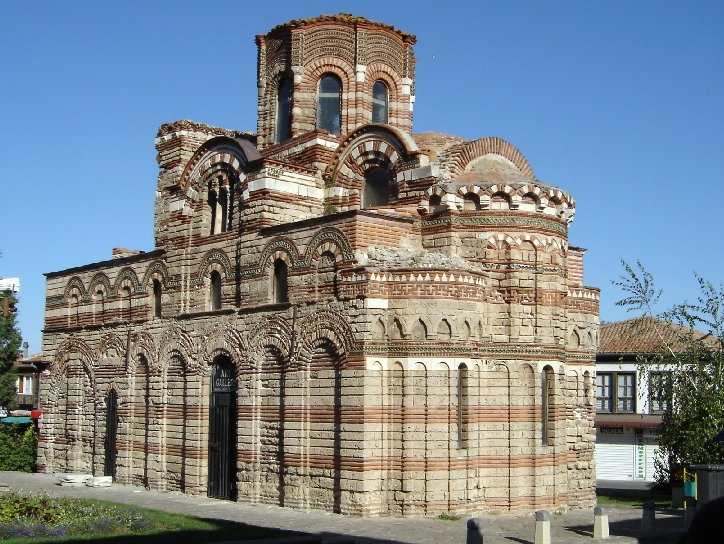
Kirche „Christos Pantokrator“ in Nessebar.

Die Architekten der Ternower Schule übernahmen von Byzanz einem kleineren, meist einschiffigen Kirchentyp, dessen Gewölbe und Bögen zur Kuppel überleiten. Beispiele für Kreuzkuppelkirchen sind die Nikolauskirche in Melnik, die Pantokratorkirche und Johannes-Aleiturgetos-Kirche in Nessebar sowie die 40-Märtyrer-Kirche in Tarnowo. Sie blieben jedoch im Unterschied zur byzantinischen Kunst in den dekorativen Tendenzen in der sakralen Baukunst bestimmend (buntes, mit glasierter Keramik verziertes Sichtmauerwerk, Blendnischen und -arkaden). Die Außenwände sind durch Blendbögen und prachtvolle Ornamente gegliedert, die einen typischen rhythmischen Wechsel roter und weißer Steine, Ziegel oder auch Keramik aufweisen.
Ein weiteres Beispiel stellt die Zarenkirche Heilige Vierzig Märtyrer in Tarnowo dar, die während der Herrschaftszeit des Zaren Iwan Assen II. erbaut wurde und künstlerisch hervorragend ausgeschmückt wurde. Der Anlass ihrer Erbauung war der Sieg des Zaren über Byzanz im Jahre 1230 in der Schlacht von Klokotniza. Er ließ eine Siegessäule einbauen, in der seine Siege und die Größe seines Reiches glorifiziert wurde.

## Bildende Kunst

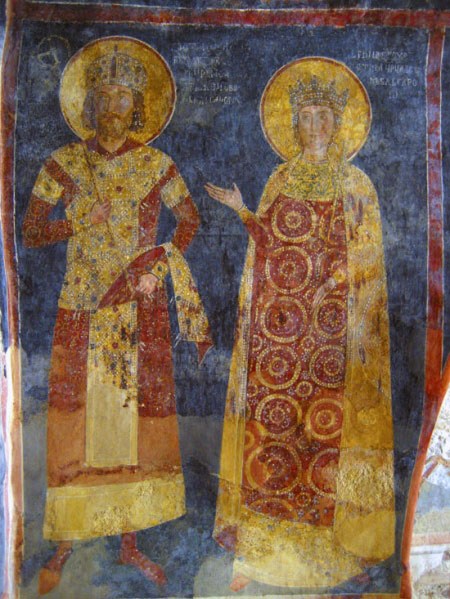
Zar Konstantin Tich Assen mit seiner Frau Irina Assenina – Fresko aus der Kirche von Bojana.

### Fresken

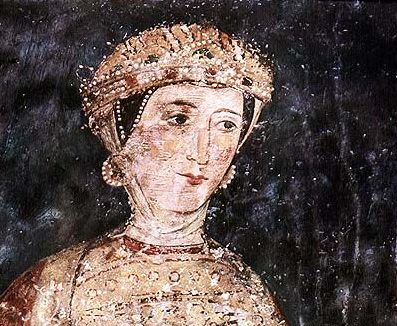
Fresko aus der Bojana-Kirche

Trotz der heute nur verhältnismäßig wenigen erhaltenen Fresken kann man sie nach bestimmten Merkmalen einer Schule von Tarnowo zuordnen. Größere Selbstständigkeit erreichte die Malerei in den Fresken der Kirche von Bojana (1259), der Klosterkirche in Zemen (1354) oder die Höhlenkirchen von Iwanowo. Die in reiner Freskotechnik (fresco buono) ausgeführte Malerei in der Kirche von Bojana gehört zu der besterhaltenen aus dieser Periode in Südosteuropa und trägt renaissancehafte Zügen. Die Fresken der Felskirchen beim Dorf Iwanowo (kurz nach 1232, gestiftet von Zar Iwan Assen II.) bereiteten den Boden für die künstlerische Renaissance unter den Palaiologen Ende des 13./Anfang des 14. Jahrhunderts. Die Fresken der Johanneskirche von Zemen sind mit vorikonoklastischen Elementen durchsetzt. Die ikonographische Treue zur Überlieferung verbindet sich vor allem bei Stifterbildern mit realistischen Zügen. Das Emotionale kommt stärker zum Ausdruck. Viele Forscher vergleichen den Stil mit der italienischen Malerei der Frührenaissance oder des Trecento.
Zum ersten Mal wurde die Tempera in der Wandmalerei von der Kunstschule von Tarnowo genutzt, die sich dann rasch in der restlichen orthodoxen Welt verbreitete.

### Buchmalerei

Miriams Tanz, Miniatur aus dem Tomić-Psalter

Diese Stilmerkmale wurden auch in die Buchmalerei übertragen, die in der Regentschaft des Zaren Iwan Alexander (1331–1371) ihre letzte Blüte erlebte. In der bei Tarnowo entstandenen Literaturschule wurden auch zahlreiche Manuskripte, Chroniken und Kodizes mit Miniaturen gefertigt. Von den in den höfischen Skriptorien entstanden Meisterwerken sind heute eine Reihe prachtvoller, illuminierter Manuskripte erhalten geblieben. Zu den berühmtesten Werken zählen die im Auftrag des Zaren Iwan Alexander entstandenen Kodizes der Manasses-Chronik (um 1345, befindet sich heute im Vatikan), das Iwan-Alexander-Evangeliar, auch als Tetraevangeliar bekannt (um 1356, befindet sich heute in London im Britischen Museum), der Tomić-Psalter (um 1360, befindet sich heute in Moskau) sowie der Sofia-Psalter, der sich als einziger in Bulgarien befindet.

### Ikonen
Auch die Tradition der Ikonengestaltung aus dem Ersten Bulgarenreich fand ihre Fortsetzung in der Schule von Tarnowo, die sie perfektionierte. Davon zeugen Beispiele wie die „Muttergottes Eleusa“ (13. Jahrhundert) aus Nessebar, die heute zu der Ikonensammlung der Alexander-Newski-Kathedrale in Sofia gehört, oder die Ikone des Heiligen Iwan Rilski (14. Jahrhundert), die sich heute im Kloster Rila befindet. In ihr zeigt sich bereits ein stärkerer Realismus mit der Neigung zu freierer Gestaltung, der seine Parallele in den Fresken der Bojana-Kirche hat.
Ein weiteres Beispiel für die Überlegenheit der Tarnower Malschule zeigten die großformatigen Ikonen, die mit ihrer Unmittelbarkeit und Klarheit eine faszinierende Wirkung auf den Betrachter erzielen. Die Ikone der „Muttergottes mit dem Evangelisten Johannes“, die heute ebenfalls in der Krypta der Sofioter Kathedrale aufbewahrt wird und auch unter dem Namen Poganowo-Ikone bekannt ist, entstand um 1395. Sie ist doppelseitig und hat ein Format von 93 × 61 cm. Sie stellt eine Kreuzigung dar und ist charakteristisch in einer ausgewogenen blauen Farbgebung gehalten.
Die äußere Form der Ikonen war jedoch nicht an ein bestimmtes Material gebunden oder an das heute übliche Prinzip des Tafelbild. Die berühmten Keramikikonen aus der Preslawer Schule waren auch während der Tarnower Zeit populär. Die Ikonen, die jedoch auf einem hölzernen Untergrund entstanden, wurden fast immer mit einer gleichartigen Technik gefertigt. Während Ikonen für den häuslichen Gebrauch in der Regel ein Hochformat von 30 × 35 cm aufweisen, können diejenigen für Kirchenräume und dort insbesondere für die Ikonostase größere Ausmaße annehmen.
Ihren Höhepunkt hat die bulgarische Ikonenmalerei jedoch in der Zeit der bulgarischen Wiedergeburt erlebt.

## Kunsthandwerk

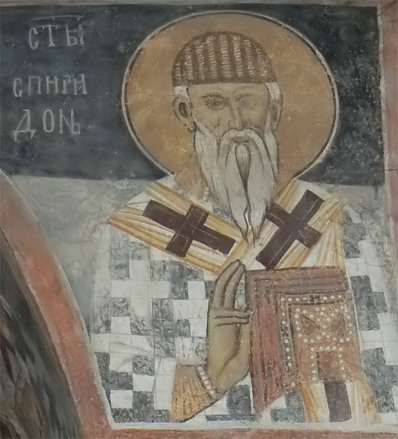
Fresko in der Johanneskirche von Zemen (um 1300)